# Сабденов, Рахим Сабденович
Рахим Сабденович Сабденов, другой вариант имени — Рахым (каз. Рахым Сәбденов, 9 мая 1929 года, аул Головачёвка, Жамбылский район, Джамбулская область, Киргизская АССР, РСФСР, СССР — 28 апреля 2000 года) — директор овцеводческого завода имени Ленина, Герой Социалистического Труда (1980). Заслуженный работник сельского хозяйства Казахской ССР (1979). Заслуженный зоотехник Казахской ССР (1979).

## Биография
Родился 9 мая 1929 года в селе Головачёвка Джамбулского района Джамбулской области, Киргизская АССР. В 1946 году поступил Джамбулский зоотехнический техникум, который закончил в 1949 году. После окончания техникума работал младшим зоотехником в совхозах имени Чолпанбая и имени Фрунзе в Кировском районе Таласской области. Позднее был назначен старшим зоотехником и заместителем начальника Кировского районного сельскохозяйственного управления. В 1962 году был назначен заместителем директора овцеплеменного совхоза «Коксай». В это же время обучался заочно в Алма-Атинском филиале Всесоюзной сельскохозяйственной академии. Также закончил зоотехнический факультет Киргизского сельскохозяйственного института имени К. Скрябина. В 1965 году был назначен старшим зоотехником Луговского районного сельскохозяйственного управления. С 1968 года по 1971 год был назначен заместителем председателя Луговского районного сельскохозяйственного управления. Портом был назначен директором овцеводческого завода имени Ленина Луговского района Джамбулского района Джамбулской области.
Будучи директором овцеводческого завода имени Ленина, Рахим Сабденов занимался племенной и селекционной работой над породой овец южно-казахстанского мериноса, которую создал его предшественник лауреат Государственной премии СССР Иван Маякин. Во время селекционной деятельности Рахима Сабденова вес овцы южно-казахстанского мериноса достиг 100 килограммов, а настриг с каждой овцы достиг 12 −14 килограммов. В 1979 году был удостоен званий «Заслуженный работник сельского хозяйства Казахской ССР» и «Заслуженный зоотехник Казахской ССР».
За свои достижения в трудовой деятельности был удостоен в 1980 году Звания Героя Социалистического Труда.
В 1982 году вышел на пенсию. Скончался 28 апреля 2000 года.

## Память
- Именем Рахима Сабденова названо село в Рыскуловском районе Жамбылской области.

- Именем Рахым Сабденова названа улица в Наурызбайском  районе города Алматы.

## Награды
- Герой Социалистического Труда (1980);
- Орден Ленина (1976 и 1980 гг.);
- Орден Трудового Красного Знамени (1973);
- Орден Достык